# Erik Sviatchenko
Erik Sergeivich Sviatchenko (ukrainisch Ерік Сергійович Святченко Erik Serhijowitsch Swjattschenko, * 4. Oktober 1991 in Viborg, Dänemark) ist ein dänischer Fußballspieler. Er steht bei Houston Dynamo unter Vertrag und ist ehemaliger dänischer Nationalspieler.

## Vereinskarriere
Der Sohn ukrainischer Eltern wuchs in Viborg auf und begann bei Viborg FF mit dem Fußballspielen. Über Søndermarken IK, Houlkær IF und FK Viborg kam er zur Nachwuchsakademie des FC Midtjylland. Am 5. Mai 2009 gab er in einem Spiel der Superliga, der höchsten Spielklasse Dänemarks, sein Profidebüt, als er beim 3:2-Sieg am 29. Spieltag der Spielzeit 2008/09 gegen den AC Horsens in der 90. Minute für Winston Reid eingewechselt wurde. Es blieb auch sein einziger Einsatz in dieser Spielzeit; der FC Midtjylland belegte am Saisonende den vierten Platz.
Anfang 2010 stieg Sviatchenko in den Profikader des Klubs auf und absolvierte bis Ende 2015 in der dänischen Superliga insgesamt 111 Spiele, in denen er zehn Tore erzielte. In den Jahren 2010 und 2011 stand er mit der Mannschaft jeweils im Finale des dänischen Pokalwettbewerbs, kam aber in beiden verlorenen Endspielen nicht zum Einsatz. Von März 2011 bis März 2012 fiel er wegen eines Kreuzbandrisses aus. In der Spielzeit 2014/15 wurde er mit dem FC Midtjylland dänischer Meister. In der Qualifikation zur Champions League 2015/16 schied er mit der Mannschaft aus und wurde anschließend Zweiter in der Gruppenphase der Europa League 2015/16.
Im Januar 2016 wechselte er zum schottischen Erstligisten Celtic Glasgow, bei dem er einen bis zum Sommer 2020 laufenden Vertrag unterschrieb. Mit Celtic wurde er 2016 und 2017 schottischer Meister und gewann 2016/17 und 2017/18 den Ligapokal.
Im Januar 2018 wurde er bis zum Ende der Saison 2017/18 zurück an den FC Midtjylland verliehen. Mit dem Verein gewann er am Saisonende nach 2015 die zweite dänische Meisterschaft mit vier Punkten Vorsprung auf Brøndby IF. Im Mai 2018 wurde er von Midtjylland fest verpflichtet.

## Nationalmannschaft
Sviatchenko kam zu zwei Einsätzen für die dänische U18-Nationalmannschaft, zu sechs für die U19, drei für die U20 und acht für die U21.
Er wäre auch für die ukrainische Nationalmannschaft spielberechtigt gewesen, nahm aber am 22. März 2015 eine Einladung von Trainer Morten Olsen in die dänische A-Nationalmannschaft für die Testspiele gegen die Vereinigten Staaten und gegen Frankreich an. Drei Tage später debütierte er beim 3:2-Sieg im Århus Sportpark in Aarhus gegen die Vereinigten Staaten in der Anfangsformation. Am 11. Oktober 2015 erzielte er bei der 1:2-Niederlage im Testspiel im Nationalstadion in Kopenhagen gegen Frankreich in der 90. Minute sein erstes Länderspieltor.

## Erfolge
- Dänischer Fußballpokal: Endspielteilnahmen 2010 und 2011
- Dänische Meisterschaft: 2015, 2018, 2020
- Dänischer Pokal: 2019, 2022
- Schottische Meisterschaft: 2016, 2017, 2018
- Schottischer Ligapokal: 2017, 2018
- Schottischer Pokal: 2017